# 1985 في الولايات المتحدة
فيما يلي قوائم الأحداث التي وقعت خلال عام 1985 في الولايات المتحدة.

## أحداث
- 25 أغسطس – خطوط بار هاربور الجوية الرحلة 1808
- 2 أغسطس – خطوط دلتا الجوية رحلة 191

## سياسة

### تعيين في المنصب
- 1 يناير – بول سيلوتشى عضو مجلس ولاية ماساتشوستس.
- 1 يناير – ترينت فرانكس عضو مجلس نواب أريزونا.
- 1 يناير – جون بينر عضو مجلس نواب أوهايو.
- 1 يناير – جون م. ماكهيو عضو مجلس ولاية نيويورك.
- 1 يناير – صموئيل جونسون عضو مجلس نواب تكساس.
- 2 يناير – جون كيري عضو مجلس الشيوخ الأمريكي.
- 3 يناير – آل جور عضو مجلس الشيوخ الأمريكي.
- 3 يناير – ميتش ماكونيل عضو مجلس الشيوخ الأمريكي.
- 8 يناير – ريك بيري عضو مجلس نواب تكساس.
- 14 يناير – جون آشكروفت حاكم ميسوري  [لغات أخرى]‏.
- 15 يناير – جاي روكفلر عضو مجلس الشيوخ الأمريكي.
- 1 فبراير – بات بوكانان ادارة الاتصالات في البيت الأبيض.
- 4 فبراير – جيمس بيكر وزير الخزانة الأمريكي.
- 6 فبراير – وليام بينيت وزير التعليم الأمريكي.
- 25 فبراير – إدوين ميس نائب عام الولايات المتحدة.
- 4 ديسمبر – جون بويندكستر مستشار الأمن القومي الأمريكي.

### انتهاء فترة المنصب
- 1 يناير – إيسا هاتشينسون وكيل وزارة العدل الأميركية.
- 1 يناير – بول سيلوتشى عضو مجلس نواب ماساتشوستس.
- 3 يناير – رون بول عضو مجلس النواب الأمريكي.
- 3 يناير – هوارد بيكر عضو مجلس الشيوخ الأمريكي.
- 5 يناير – جيم هنت حاكم كارولينا الشمالية [الإنجليزية]‏.
- 7 يناير – سكوت ميلن ماثيسون حاكم يوتا  [لغات أخرى]‏.
- 14 يناير – جاي روكفلر حاكم فرجينيا الغربية  [لغات أخرى]‏.
- 1 فبراير – دونالد ريغان وزير الخزانة الأمريكي.
- 4 ديسمبر – روبرت ماكفرلين مستشار الأمن القومي الأمريكي.

## ظهور
- 1 يناير – أ ترايب كولد كويست
- 1 يناير – الموسوعة الإيرانية
- 1 يناير – إيندي روك
- 1 يناير – بوب الشباب
- 1 يناير – تكنو
- 1 يناير – دريم ثياتر
- 1 يناير – ديث ميتال
- 1 يناير – راب ميتال
- 1 يناير – سكا
- 1 يناير – غانغستا راب
- 1 يناير – غرنج
- 1 يناير – غنز آن روزز
- 1 يناير – فيكال ماتر
- 1 يناير – كريستيان بانك
- 1 يناير – مجلة ناشيونال إنترست
- 1 يناير – ميتال بديل

## أفلام
من الأفلام التي صدرت هذه السنة في الولايات المتحدة:
- 1 يناير – أسطورة من إخراج ريدلي سكوت.
- 1 يناير – أميركان نينجا من إخراج سام فيرستينبرغ.
- 1 يناير – الشاهد من إخراج بيتر وير (مخرج).
- 1 يناير – إعادة التنشيط من إخراج ستيوارت جوردون.
- 1 يناير – بال رايدر من إخراج كلينت إيستوود.
- 1 يناير – جوهرة النيل من إخراج لويس تيج.
- 1 يناير – حبل مشدود من إخراج Richard Tuggle [الإنجليزية]‏، كلينت إيستوود.
- 1 يناير – رحلة إلى بونتيفول من إخراج بيتر ماسترسون.
- 1 يناير – شرف بريتزي من إخراج جون هيوستن.
- 1 يناير – طريق إلى الهند من إخراج ديفيد لين.
- 1 يناير – فرقة الجحيم
- 1 يناير – قبلة المرأة العنكبوت من إخراج Héctor Babenco [الإنجليزية]‏.
- 1 يناير – كابوس شارع إيلم من إخراج شون كونينغهام، ويس كرافن.
- 1 يناير – كوماندو من إخراج مارك إل. ليستير.
- 1 يناير – ليال بيضاء من إخراج تايلور هاكفورد.
- 1 يناير – ميسنغ إن أكشن 2 من إخراج Lance Hool [الإنجليزية]‏.
- 1 يناير – نادي الإفطار من إخراج جون هيوز.
- 1 يناير – يوم الجمعة الثالث عشر: بداية جديدة من إخراج Danny Steinmann [الإنجليزية]‏.
- 12 أبريل – ليديهوك من إخراج ريشارد دونر.
- 22 مايو – رامبو: الدم الأول 2 من إخراج جورج بي. كوزماتوس.[1]
- 24 مايو – نظرة إلى قتل من إخراج جون جلان (مخرج أفلام).[2]
- 1 يونيو – ران من إخراج أكيرا كوروساوا.
- 8 يونيو – صائدو الأشباح من إخراج ايفان ريتمان.
- 21 يونيو – العودة إلى أوز من إخراج والتر ماش.[3]
- 21 يونيو – شرنقة من إخراج رون هاوارد.
- 3 يوليو – العودة إلى المستقبل من إخراج روبرت زيميكس.[4]
- 12 يوليو – ماد ماكس: بيوند ثاندردوم من إخراج جورج أوغيلفي، جورج ميلر.[5]
- 27 يوليو – المطر الأرجواني من إخراج Albert Magnoli [الإنجليزية]‏.
- 26 أكتوبر – ذا تيرميناتور من إخراج جيمس كاميرون.
- 31 أكتوبر – قناع من إخراج بيتر بوغدانوفيتش.[6]
- 15 نوفمبر – قطار منفلت من إخراج أندريه كونشالوفسكي.
- 27 نوفمبر – روكي 4 من إخراج سيلفستر ستالون.[7]
- 5 ديسمبر – شرطي بيفرلي هيلز من إخراج مارتن بريست.
- 16 ديسمبر – اللون الأرجواني من إخراج ستيفن سبيلبرغ.
- 20 ديسمبر – الخروج من إفريقيا من إخراج سيدني بولاك.[8]

## برامج ومسلسلات وأنمي
- الدببة الطيبون
- السنافر
- المحقق غادجيت

## كتب
من الكتب التي صدرت هذه السنة في الولايات المتحدة:
- 1 يناير – ألبوم العائلة من تأليف دانيال ستيل.
- 1 يناير – عالم العلاقات البينية للرضع من تأليف دانيال ستيرن.
- 1 يناير – لغة البرمجة سي++ من تأليف بيارن ستروستروب.
- 1 يونيو – الصيف الخطير من تأليف إرنست همينغوي.

## مواليد

### يناير
- 1 يناير – إلسي دريغس، أيداهو فنانة أمريكية.
- 1 يناير – كاترينا لاو ممثلة أمريكية.
- 1 يناير – محمد أبوكار لاعب كرة سلة من الولايات المتحدة الأمريكية.
- 2 يناير – هيذر أورايلي لاعبة كرة قدم أمريكية.[9]
- 3 يناير – أسا أكيرا
- 3 يناير – نويل كوين لاعبة كرة سلة أمريكية.
- 4 يناير – آل جيفرسون لاعب كرة سلة أمريكي.
- 8 يناير – هنتر فريمان لاعب كرة قدم من الولايات المتحدة الأمريكية.[10]
- 11 يناير – أجا نعومي كنج
- 12 يناير – إيسا راي
- 14 يناير – آرون بروكس لاعب كرة سلة أمريكي.[11]
- 14 يناير – براندون براون
- 16 يناير – رينيه فيليس سميث ممثلة أمريكية.
- 17 يناير – مارفن كوردوفا جونيور ملاكم من الولايات المتحدة الأمريكية.
- 18 يناير – كاميل ليتل لاعبة كرة سلة أمريكية.
- 19 يناير – جاك مكلينتون لاعب كرة سلة أمريكي.
- 19 يناير – داميان تشازل مخرج أفلام أمريكي.[12]
- 20 يناير – أنطوان أغوديو لاعب كرة سلة أمريكي.
- 22 يناير – أنتوني كينغ لاعب كرة سلة أمريكي.
- 23 يناير – تري كيلي لاعب كرة سلة أمريكي.
- 24 يناير – تري جيلدر لاعب كرة سلة أمريكي.
- 25 يناير – أسي لو لاعب كرة سلة من الولايات المتحدة الأمريكية.
- 28 يناير – آرون بيرنز[13]
- 29 يناير – تايرون برونسون ملاكم من الولايات المتحدة الأمريكية.
- 29 يناير – دارنيل لازاري لاعب كرة سلة أمريكي.

### فبراير
- 2 فبراير – موريس ألموند لاعب كرة سلة أمريكي.
- 2 فبراير – ميلودي غاردوت
- 3 فبراير – جوستين دولمان لاعب كرة سلة من الولايات المتحدة الأمريكية.
- 4 فبراير – باغ هول ممثل أمريكي.
- 5 فبراير – رامل برادلي لاعب كرة سلة أمريكي.
- 5 فبراير – زاكاري رايت لاعب كرة سلة أمريكي.
- 6 فبراير – كريس همفريز لاعب كرة سلة أمريكي.
- 6 فبراير – كريستال ريد ممثلة أمريكية.
- 7 فبراير – برنار جيمس لاعب كرة سلة أمريكي.
- 7 فبراير – ديبوره آن وول
- 8 فبراير – براين راندل لاعب كرة سلة أمريكي.
- 8 فبراير – توماس غاردنر لاعب كرة سلة أمريكي.
- 9 فبراير – أيند أوباكا لاعب كرة سلة أمريكي.
- 9 فبراير – ديفيد غالاغر ممثل أمريكي.[14]
- 9 فبراير – غابي نوروود
- 10 فبراير – بول ميلساب لاعب كرة سلة أمريكي.
- 11 فبراير – سارة باتلر ممثلة أمريكية.[15]
- 11 فبراير – كريس لوتز لاعب كرة سلة فلبيني.
- 13 فبراير – جاي آر جيدنز لاعب كرة سلة أمريكي.
- 13 فبراير – ديفيد بادجيت
- 14 فبراير – جيك لاسي ممثل أمريكي.
- 15 فبراير – نتالي موراليس ممثلة أمريكية.
- 17 فبراير – آنا أورايلي[16]
- 18 فبراير – درو نيميك لاعب كرة سلة أمريكي.
- 19 فبراير – أرييل كيبيل[17]
- 19 فبراير – هايلي داف[18]
- 20 فبراير – جيك ريتشاردسون ممثل أمريكي.[19]
- 21 فبراير – أندريه سميث لاعب كرة سلة من الولايات المتحدة الأمريكية.
- 24 فبراير – بريسيلا تشان
- 24 فبراير – كيث سيمونز لاعب كرة سلة أمريكي.
- 25 فبراير – روبرت ييم لاعب كرة مضرب من الولايات المتحدة.
- 25 فبراير – يواكيم نواه لاعب كرة سلة أمريكي.[20]
- 26 فبراير – توري توماس لاعب كرة سلة أمريكي.
- 26 فبراير – شيلوه فرنانديز ممثل أمريكي.

### مارس
- 2 سبتمبر – مارسيل جونز لاعب كرة سلة من الولايات المتحدة الأمريكية.
- 2 مارس – روبرت إيلر ممثل أمريكي.
- 3 مارس – روبرت فادين لاعب كرة سلة أمريكي.
- 4 مارس – سكوت مايكل فوستر
- 4 مارس – غييرمو دياز
- 4 مارس – كي. ميشيل موسيقية أمريكية.
- 4 مارس – ويتني بورت عارضة من الولايات المتحدة الأمريكية.[21]
- 5 مارس – روب كورز لاعب كرة سلة أمريكي.
- 7 مارس – سيدني سبنسر لاعبة كرة سلة أمريكية.
- 8 أكتوبر – برونو مارس[22][22]
- 8 مارس – كريس روس لاعب كرة سلة أمريكي.
- 9 مارس – زاك أندروز لاعب كرة سلة أمريكي.
- 10 مارس – جاكي باتلر لاعب كرة سلة من الولايات المتحدة الأمريكية.
- 10 مارس – كريس تافت لاعب كرة سلة أمريكي.
- 10 مارس – كورتيس ستيفنز ملاكم من الولايات المتحدة الأمريكية.
- 11 مارس – مارشال براون لاعب كرة سلة أمريكي.
- 11 مارس – ميغان مولتون ليفي لاعبة كرة مضرب أمريكية.
- 13 مارس – إميل هيرش[23]
- 14 مارس – إيفا أنجلينا
- 14 مارس – براندون والاس لاعب كرة سلة أمريكي.
- 15 مارس – إيفا أموري مارتينو[24]
- 15 مارس – كيلن لوتز
- 16 مارس – أنتوني بيترسون ملاكم من الولايات المتحدة الأمريكية.
- 18 مارس – ماركوس سلاتر لاعب كرة سلة أمريكي.
- 20 مارس – روني بروير لاعب كرة سلة أمريكي.
- 21 مارس – أشا رول لاعبة كرة مضرب أمريكية.
- 21 مارس – ريان تولسون لاعب كرة سلة أمريكي.
- 22 مارس – جايمس واليك ممثل أمريكي.
- 23 مارس – بيثيان ماتيك ساندز لاعبة كرة مضرب أمريكية.
- 24 مارس – لانا[25]
- 26 مارس – جوناثان غروف[26]
- 26 مارس – شون تاغارت لاعب كرة سلة أمريكي.
- 26 مارس – مات غريفيرز سباح أمريكي.
- 27 مارس – بليك مكيفر إوينغ ممثل أمريكي.
- 28 مارس – زاكاري براون ممثل أمريكي.
- 30 مارس – داني أوكونور ملاكم من الولايات المتحدة الأمريكية.
- 31 مارس – جيسون كين لاعب كرة سلة أمريكي.
- 31 مارس – جيسيكا سزوهر[27]
- 31 مارس – ناثان بيفي لاعب كرة سلة بورتوريكي.

### أبريل
- 1 أبريل – شون إسترادا ملاكم من الولايات المتحدة الأمريكية.
- 3 أبريل – أرمينتي برايس لاعبة كرة سلة أمريكية.
- 4 أبريل – أليسون بالز لاعبة كرة سلة من الولايات المتحدة الأمريكية.
- 10 أبريل – جازمين سيبولفيدا لاعبة كرة سلة بورتوريكية.
- 11 أبريل – شون مارشال لاعب كرة سلة أمريكي.
- 12 أبريل – جونتي فلاورز لاعب كرة سلة أمريكي.[28]
- 13 أبريل – تاي دولا ساين[29]
- 13 أبريل – كارمن كاريرا
- 13 أبريل – ماني كيثادا لاعب كرة سلة دومينيكي.
- 15 أبريل – شاي ميرفي لاعبة كرة سلة أمريكية.
- 16 أبريل – نات دياز
- 17 أبريل – أنطونيو جريفز لاعب كرة سلة أمريكي.
- 17 أبريل – روني مارا ممثلة أمريكية.[30]
- 20 أبريل – براد إيفانز لاعب كرة قدم من الولايات المتحدة الأمريكية.[31]
- 20 أبريل – كيرت هوكينز مصارع محترف من الولايات المتحدة الأمريكية.
- 22 أبريل – سام ألتمان رائد أعمال من الولايات المتحدة الأمريكية.
- 23 أبريل – بليث أوفارث ممثلة أمريكية.
- 23 أبريل – هيروفومي موريياسو لاعب كرة قدم ياباني.[32]
- 23 أبريل – وارن كارتر لاعب كرة سلة أمريكي.
- 25 أبريل – مات باوشر لاعب كرة سلة أمريكي.
- 26 أبريل – تيفاني جاكسون لاعبة كرة سلة أمريكية.
- 26 أبريل – جون إيسنر لاعب كرة مضرب أمريكي.[33]
- 28 أبريل – براندون بيكر ممثل أمريكي.
- 28 أبريل – كريس تيمبرليك لاعب كرة سلة فلبيني.
- 30 أبريل – براندون باس لاعب كرة سلة أمريكي.
- 30 أبريل – براين بيكر لاعب كرة مضرب أمريكي.

### مايو
- 2 مايو – أشلي هاركلرود لاعبة كرة مضرب أمريكية.
- 2 مايو – دي جاي تومسون لاعب كرة سلة أمريكي.
- 3 مايو – ميغان تاندي[34]
- 4 مايو – بو مكاليب لاعب كرة سلة من الولايات المتحدة الأمريكية.
- 4 مايو – ميغان غوارنير درّاجة طريق من الولايات المتحدة الأمريكية.
- 5 مايو – بي جاي تاكر لاعب كرة سلة أمريكي.
- 5 مايو – كلارك دوك
- 6 مايو – أليكس غاليندو لاعب كرة سلة من الولايات المتحدة الأمريكية.
- 6 مايو – خورخي تيرون ملاكم من الولايات المتحدة الأمريكية.
- 6 مايو – كريس بول لاعب كرة سلة من الولايات المتحدة الأمريكية.[35]
- 7 مايو – درو نييتزل لاعب كرة سلة أمريكي.
- 7 مايو – ستيفون جاكسون لاعب كرة سلة أمريكي.
- 7 مايو – شينا ماري ممثلة أمريكية.[36]
- 8 مايو – كريستين نولين لاعبة كرة سلة أمريكية.
- 9 مايو – أودرينا باتريدج
- 9 مايو – كريس زيلكا
- 10 مايو – أوديت أنابل ممثلة أمريكية.
- 12 مايو – أندرو هوي[37]
- 12 مايو – برنت بتوي لاعب كرة سلة من الولايات المتحدة الأمريكية.
- 14 مايو – زاك رايدر مصارع محترف من الولايات المتحدة الأمريكية.
- 14 مايو – لينا اسكو ممثلة أمريكية.
- 18 مايو – ترافيس بيترسون لاعب كرة سلة من الولايات المتحدة الأمريكية.[38]
- 22 مايو – كاريدي إنغليش
- 22 مايو – مارك أنطونيو كارتر لاعب كرة سلة من الولايات المتحدة الأمريكية.
- 23 مايو – بيتر جون راموس
- 25 مايو – رومان رينز مصارع أمريكي.[39]
- 26 مايو – إدوين هادج ممثل أمريكي.
- 28 مايو – ميغان كولمان
- 29 مايو – بليك فوستر
- 29 مايو – بيلي فلين

### يونيو
- 1 يونيو – أنتوني توليفر لاعب كرة سلة أمريكي.
- 1 يونيو – سام يونغ لاعب كرة سلة أمريكي.
- 1 يونيو – نيك يونغ لاعب كرة سلة أمريكي.
- 2 يونيو – ستيفي ريان ممثلة أمريكية.
- 4 يونيو – داريل بريت جيبسون ممثل أمريكي.
- 4 يونيو – داريل فيرغسون لاعب كرة قدم بربادوسي.[40]
- 5 يونيو – أنطونيو أندرسون لاعب كرة سلة أمريكي.
- 7 يونيو – أمبر هولت لاعبة كرة سلة من الولايات المتحدة الأمريكية.
- 9 يونيو – سيباستيان تيلفير لاعب كرة سلة أمريكي.
- 10 يونيو – كريستينا ابجر[41]
- 12 يونيو – بليك روس
- 12 يونيو – ديف فرانكو ممثل أمريكي.[42]
- 12 يونيو – كندرا ويلكنسون[43]
- 13 يونيو – ويل يوحنا لاعب كرة قدم من الولايات المتحدة الأمريكية.[44]
- 14 يونيو – ستيفون هانا لاعب كرة سلة أمريكي.
- 15 يونيو – دي جاي ستروبري لاعب كرة سلة أمريكي.
- 15 يونيو – ليلاني ميتشل لاعبة كرة سلة أسترالية.
- 17 يونيو – نيك فازيكاس لاعب كرة سلة أمريكي.
- 18 يونيو – بريان سميثسون لاعب كرة سلة من الولايات المتحدة الأمريكية.
- 18 يونيو – جاريوس جاكسون لاعب كرة سلة أمريكي.
- 19 يونيو – تيد سكوت لاعب كرة سلة أمريكي.
- 21 يونيو – كريس ألن[45]
- 21 يونيو – لانا دل راي هي مغنية و كاتبة اغاني أمريكية و لدت في 21 يونيو 1986 و نشأت في نيويورك اسمها الحقيقي هو Elizabeth Woolridge Grant لكنها اختارت Lana del rey ليكون اسمها الفني.[46]
- 23 يونيو – مايكل غرين لاعب كرة سلة من الولايات المتحدة الأمريكية.
- 24 يونيو – تاج جيبسون لاعب كرة سلة أمريكي.
- 24 يونيو – جيسيكا دافنبورت لاعبة كرة سلة أمريكية.
- 25 يونيو – أنالي أشفورد ممثلة أمريكية.[47]
- 25 يونيو – تشارلز رودز لاعب كرة سلة أمريكي.
- 28 يونيو – أرتور ألفاريز[48]
- 30 يونيو – تريفور أريزا لاعب كرة سلة أمريكي.
- 30 يونيو – كودي رودز مصارع محترف من الولايات المتحدة الأمريكية.
- 30 يونيو – مايكل فيلبس سباح أمريكي.[49]

### يوليو
- 1 يوليو – بن ودسايد لاعب كرة سلة أمريكي.
- 1 يوليو – تايلور روتشيستي لاعب كرة سلة أمريكي.
- 2 يوليو – آشلي تيسديل[50]
- 2 يوليو – كوري برينجاس ممثل من الولايات المتحدة الأمريكية.
- 5 يوليو – أشلي شيلدز لاعبة كرة سلة أمريكية.
- 5 يوليو – تيس هوليداي عارضة من الولايات المتحدة الأمريكية.
- 5 يوليو – ميغان رابينو لاعبة كرة قدم أمريكية.[51]
- 7 يوليو – براندون راش لاعب كرة سلة أمريكي.
- 8 يوليو – ناتاشا لاسي لاعبة كرة سلة أمريكية.
- 9 يوليو – وانيشا سميث لاعبة كرة سلة من الولايات المتحدة الأمريكية.
- 10 يوليو – جاريد دادلي لاعب كرة سلة أمريكي.
- 11 يوليو – جيف كاميرون لاعب كرة قدم أمريكي.[52]
- 14 يوليو – ميكال رايلي لاعب كرة سلة أمريكي.
- 17 يوليو – كريس جونسون[53]
- 18 يوليو – تشيس كراوفورد ممثل أمريكي.
- 18 يوليو – هوبسن
- 19 يوليو – لاماركوس ألدريدج لاعب كرة سلة أمريكي.
- 20 يوليو – جون فرانسيس دالي
- 21 يوليو – فون وافر لاعب كرة سلة من الولايات المتحدة الأمريكية.
- 22 يوليو – راندال فالكير لاعب كرة سلة أمريكي.
- 24 يوليو – آريس ميريت[54]
- 24 يوليو – مات لوجيسكي
- 25 يوليو – شانتيل فانسانتين[55]
- 27 يوليو – لو تايلور بوتشي ممثل أمريكي.

### أغسطس
- 2 أغسطس – ناير مغنية.
- 4 أغسطس – روبي فيندلي لاعب كرة قدم أمريكي.[56]
- 4 أغسطس – رويس برن لاعب كرة سلة أمريكي.
- 4 أغسطس – كريستال باورسوكس[57]
- 5 أغسطس – أوثيوس جيفرز لاعب كرة سلة أمريكي.
- 5 أغسطس – بريتاني بروكس عازفة جاز من الولايات المتحدة الأمريكية.
- 6 أغسطس – ماركوس هول لاعب كرة سلة أمريكي.
- 7 أغسطس – بوبا هاريس درّاج طريق من الولايات المتحدة الأمريكية.
- 7 أغسطس – دان سبيري ساحر مسرحي من الولايات المتحدة الأمريكية.
- 9 أغسطس – آنا كيندريك[58]
- 14 أغسطس – أشلين بروك[59]
- 15 أغسطس – إيميلي كيني[60]
- 15 أغسطس – إيه جاي غريفز لاعب كرة سلة أمريكي.
- 16 أغسطس – أغنيس بروكنر ممثلة أمريكية.[61]
- 16 أغسطس – كريستين ميلوتي ممثلة أمريكية.[62]
- 20 أغسطس – برانت دورتي ممثل أمريكي.[63]
- 20 أغسطس – نورم ديسيلفا لاعب كرة سلة أمريكي.
- 21 أغسطس – ترافيس كوفمان ملاكم من الولايات المتحدة الأمريكية.
- 22 أغسطس – كيذر دونوهيو ممثلة أمريكية.
- 23 أغسطس – ستيفن ميلر[64]
- 25 أغسطس – وينتر غوردون[65]
- 27 أغسطس – باتريك ساندرز لاعب كرة سلة أمريكي.
- 28 أغسطس – تريت هيوي لاعب كرة مضرب فلبيني.

### سبتمبر
- 1 سبتمبر – أشلي هوليداي ممثلة أمريكية.
- 1 سبتمبر – ريكي هيكمان لاعب كرة سلة من الولايات المتحدة الأمريكية.
- 1 سبتمبر – ويف صحفي من الولايات المتحدة الأمريكية.
- 2 سبتمبر – مارسيل جونز لاعب كرة سلة من الولايات المتحدة الأمريكية.
- 3 سبتمبر – مارتي ليونين لاعب كرة سلة أمريكي.
- 4 سبتمبر – أندرو ماكولوم
- 4 سبتمبر – أيف لورانس
- 5 سبتمبر – جوستين دينتمون لاعب كرة سلة أمريكي.
- 5 سبتمبر – ريان قاي[66]
- 6 سبتمبر – شون سينجليتاري لاعب كرة سلة أمريكي.
- 6 سبتمبر – لورين لابكس ممثلة أمريكية.[67]
- 7 سبتمبر – أليسا دياز[68]
- 7 سبتمبر – جيف خافيير
- 9 سبتمبر – جي آر سميث لاعب كرة سلة أمريكي.
- 9 سبتمبر – ساشا كليستان لاعب كرة قدم أمريكي.[69]
- 11 سبتمبر – شون ليفينغستون لاعب كرة سلة أمريكي.
- 13 سبتمبر – بريان جوردن لاعب كرة قدم من الولايات المتحدة الأمريكية.[70]
- 15 سبتمبر – كايدن كروس[71]
- 16 سبتمبر – مادلين زيما ممثلة أمريكية.
- 18 سبتمبر – أوستن تروت ملاكم من الولايات المتحدة الأمريكية.
- 23 سبتمبر – كريس جونسون لاعب كرة قدم أمريكية من الولايات المتحدة الأمريكية.[72]
- 24 سبتمبر – جيسيكا سويت[73]
- 24 سبتمبر – شاين سميث لاعب كرة قدم من الولايات المتحدة الأمريكية.
- 25 سبتمبر – سي جاي غايلز لاعب كرة سلة من الولايات المتحدة الأمريكية.
- 26 سبتمبر – ترينتون ميتشام لاعب كرة سلة أمريكي.
- 26 سبتمبر – جريج ستيمسما لاعب كرة سلة أمريكي.[74]
- 27 سبتمبر – أنطوني مورو لاعب كرة سلة أمريكي.
- 27 سبتمبر – غريس هيلبيغ[75]
- 28 سبتمبر – ريتشارد روبي لاعب كرة سلة أمريكي.
- 29 سبتمبر – داشون وود لاعب كرة سلة أمريكي.

### أكتوبر
- 1 أكتوبر – إيزيس كينغ عارضة من الولايات المتحدة الأمريكية.
- 3 أكتوبر – كورتني لي لاعب كرة سلة أمريكي.
- 6 أكتوبر – سيلفيا فاولز لاعبة كرة سلة من الولايات المتحدة الأمريكية.
- 7 أكتوبر – كالب غرين لاعب كرة سلة أمريكي.
- 8 أكتوبر – برونو مارس[22][22]
- 11 أكتوبر – ميشيل تراشتنبرغ ممثلة أمريكية.
- 15 أكتوبر – آرون أفلالو لاعب كرة سلة أمريكي.
- 16 أكتوبر – أليكسيس هورنبوكلي لاعبة كرة سلة من الولايات المتحدة الأمريكية.
- 16 أكتوبر – كيني جالارزا
- 18 أكتوبر – جوناثان كالي لاعب كرة سلة أمريكي.
- 19 أكتوبر – كايل فيسر لاعب كرة سلة أمريكي.
- 20 أكتوبر – جينيفر فريمان ممثلة أمريكية.[76]
- 20 أكتوبر – دومينيك ماجواير لاعب كرة سلة أمريكي.
- 22 أكتوبر – ديونتاي وايلدر ملاكم من الولايات المتحدة الأمريكية.
- 25 أكتوبر – سيارا
- 26 أكتوبر – مونتا إيليس لاعب كرة سلة أمريكي.[77]
- 27 أكتوبر – سونيثا راو لاعبة كرة مضرب هندية.
- 28 أكتوبر – ترويان بيليساريو ممثلة أمريكية.

### نوفمبر
- 1 نوفمبر – ماركوس لاندري لاعب كرة سلة أمريكي.
- 2 نوفمبر – جوش غريل ممثل أمريكي.
- 2 نوفمبر – ديماركوس نيلسون لاعب كرة سلة أمريكي.
- 3 نوفمبر – تايلر هانسبروج لاعب كرة سلة من الولايات المتحدة الأمريكية.
- 5 نوفمبر – غايب فريمان لاعب كرة سلة أمريكي.
- 6 نوفمبر – روبرت دوزير لاعب كرة سلة أمريكي.
- 6 نوفمبر – عبد الله جمعان لاعب كرة قدم سعودي.
- 7 نوفمبر – دارنيل جاكسون لاعب كرة سلة أمريكي.
- 12 نوفمبر – أرياني سيليستي عارضة مكسيكية.[78]
- 12 نوفمبر – شانت بلاك لاعبة كرة سلة أمريكية.
- 14 نوفمبر – كورتني بيجرام لاعب كرة سلة من الولايات المتحدة الأمريكية.
- 15 نوفمبر – ليلى ألدريدج عارضة من الولايات المتحدة الأمريكية.[79]
- 16 نوفمبر – جستين إنغرام لاعب كرة سلة أمريكي.
- 18 نوفمبر – أليسون فيليكس[80]
- 19 نوفمبر – أندريه إنغرام لاعب كرة سلة أمريكي.
- 20 نوفمبر – دان بيرد
- 22 نوفمبر – شون بروت لاعب كرة سلة أمريكي.
- 23 نوفمبر – لورينزو ويد لاعب كرة سلة من الولايات المتحدة الأمريكية.
- 24 نوفمبر – ليمير غولدوير لاعب كرة سلة أمريكي.
- 26 نوفمبر – رالف ميمز لاعب كرة سلة أمريكي.
- 27 نوفمبر – لورين ميهيو
- 29 نوفمبر – شانون براون لاعب كرة سلة أمريكي.
- 30 نوفمبر – كالي كوكو
- 30 نوفمبر – كريسي تيغن عارضة أزياء أمريكية.[81]

### ديسمبر
- 1 ديسمبر – جانيل موناي[82]
- 1 ديسمبر – شانيل بريستون ممثلة اباحية أمريكية.
- 1 ديسمبر – فيليب دي فرانكو
- 2 ديسمبر – دورل رايت لاعب كرة سلة أمريكي.
- 3 ديسمبر – آدم إمينكير لاعب كرة سلة أمريكي.
- 3 ديسمبر – أماندا سيفريد[83]
- 3 ديسمبر – برايان روبرتس لاعب كرة سلة أمريكي.
- 3 ديسمبر – روبرت سويفت لاعب كرة سلة أمريكي.
- 3 ديسمبر – ماركوس ويليامز لاعب كرة سلة أمريكي.
- 4 ديسمبر – ابتهاج محمد مبارزة بالسيف من الولايات المتحدة الأمريكية.
- 5 ديسمبر – جوش سميث لاعب كرة سلة أمريكي.
- 5 ديسمبر – فرانكي مونيز
- 5 ديسمبر – ماك وليامز أرويو ملاكم من الولايات المتحدة الأمريكية.
- 6 ديسمبر – داريوس واشنطن جونيور
- 6 ديسمبر – شانون بوبيت لاعبة كرة سلة من الولايات المتحدة الأمريكية.
- 7 ديسمبر – دين أمبروز
- 8 ديسمبر – دوايت هوارد لاعب كرة سلة أمريكي.[84]
- 10 ديسمبر – رايفن سيمون[85]
- 11 ديسمبر – رامون كليمنتي لاعب كرة سلة بورتوريكي.
- 12 ديسمبر – بات كالاثيس
- 12 ديسمبر – ديرون واشنطن لاعب كرة سلة أمريكي.
- 13 ديسمبر – ليكسي ماري
- 14 ديسمبر – بول ستول لاعب كرة سلة أمريكي.
- 17 ديسمبر – كاتي كوكس
- 18 ديسمبر – أريس أمبريز ملاكم من الولايات المتحدة الأمريكية.
- 18 ديسمبر – تارا كانر[86]
- 18 ديسمبر – كليفورد هاموندس لاعب كرة سلة من الولايات المتحدة الأمريكية.
- 21 ديسمبر – كيفن لانجفورد لاعب كرة سلة من الولايات المتحدة الأمريكية.
- 26 ديسمبر – بيث برس ممثلة أمريكية.[87]
- 27 ديسمبر – ماثيو أتكينسون
- 28 ديسمبر – تارين تيريل[88]
- 28 ديسمبر – كاماني هيل لاعب كرة قدم أمريكي.[89]
- 29 ديسمبر – تاشا همفري لاعبة كرة سلة أمريكية.
- 31 ديسمبر – إريك بيرغن[90]
- 31 ديسمبر – جوناثان هورتن لاعب جمباز فني من الولايات المتحدة الأمريكية.

## وفيات

### يناير
- 1 يناير – إيفلين أندرسن (مواليد 1899)
- 1 يناير – نانسي هاميلتون (مواليد 1908) ممثلة أمريكية.
- 10 يناير – ماري كينيه كيلر (مواليد 1913)
- 21 يناير – إدي غراهام (مواليد 1930)
- 21 يناير – جيمس بيرد (مواليد 1903)
- 25 يناير – بول سميث (مواليد 1906)[91]

### فبراير
- 3 فبراير – فرانك أوبنهايمر (مواليد 1912)[92]
- 6 فبراير – تشارلي بريغز (مواليد 1932)[93]
- 8 فبراير – توم غرينواي (مواليد 1909) ممثل أمريكي.
- 12 فبراير – نيكولاس كولاسانتو (مواليد 1924)[94]
- 15 فبراير – هارولد جيفرسون كوليدج، الابن (مواليد 1904) سياسي أمريكي.[95]
- 16 فبراير – ماثيو بيرد (مواليد 1870)
- 20 فبراير – كلارنس ناش (مواليد 1904) ممثل أمريكي.[96]
- 21 فبراير – جون جي ترامب (مواليد 1907)[97]
- 27 فبراير – هنري كابوت لودج الابن (مواليد 1902) سياسي أمريكي.[98]

### مارس
- 8 مارس – إدوارد اندروز (مواليد 1914) ممثل أمريكي.[99]
- 9 مارس – روبرت بلاكويل (مواليد 1918) موسيقي أمريكي.[100]
- 23 مارس – باتريشيا روبرتس هاريس (مواليد 1924)[101]
- 28 مارس – أودى سبيرز (مواليد 1925) لاعب كرة سلة أمريكي.

### أبريل
- 16 أبريل – سكوت برادي (مواليد 1924) ممثل أمريكي.[102]
- 23 أبريل – سام ارفين (مواليد 1896) سياسي أمريكي.[103]
- 26 أبريل – ديفيد سينتون إينغلس (مواليد 1899) سياسي أمريكي.[104]
- 29 أبريل – روبرت ج. براون (مواليد 1904)

### مايو
- 9 مايو – إدموند أوبراين (مواليد 1915)[105]
- 18 مايو – وين ويلفونج (مواليد 1933) لاعب كرة سلة أمريكي.
- 29 مايو – جون بريسكر (مواليد 1947) لاعب كرة سلة أمريكي.

### يونيو
- 9 يونيو – ماريون فانديرهوف (مواليد 1894) لاعبة كرة مضرب أمريكية.
- 11 يونيو – ريموند روبونسون (مواليد 1910)
- 28 يونيو – جيمس كريج (مواليد 1912) ممثل من الولايات المتحدة الأمريكية.[106]

### يوليو
- 17 يوليو – وين ستيوارت (مواليد 1934) مغني أمريكي.[107]
- 25 يوليو – جرانت وليامز (مواليد 1931)

### أغسطس
- 2 أغسطس – فرانك فايلن (مواليد 1905)[108]
- 8 أغسطس – لويز بروكس (مواليد 1906)[109]
- 13 أغسطس – جون ويلارد ماريوت (مواليد 1900) رائد أعمال من الولايات المتحدة الأمريكية.[110]
- 18 أغسطس – إدوارد جونسوتن ألكساندر (مواليد 1901) نباتي.
- 25 أغسطس – سامانثا سميث (مواليد 1972)[111]
- 28 أغسطس – روث غوردون (مواليد 1896)[112]

### سبتمبر
- 1 سبتمبر – بيل فيدلر (مواليد 1910) لاعب كرة قدم أمريكي.
- 2 سبتمبر – بوب كيني (مواليد 1920) لاعب كرة سلة أمريكي.
- 8 سبتمبر – جون إندرز (مواليد 1897)[113]
- 9 سبتمبر – بول جون فلوري (مواليد 1910) كيميائي أمريكي.[114]
- 14 سبتمبر – جوليان بيك (مواليد 1925)[115]
- 14 سبتمبر – جون هولت (مواليد 1923)[116]
- 18 سبتمبر – دون أوتن (مواليد 1921) لاعب كرة سلة أمريكي.
- 25 سبتمبر – وليام كومينغ روز (مواليد 1887)[117]
- 30 سبتمبر – بول بيرلينباتش (مواليد 1901) ملاكم من الولايات المتحدة الأمريكية.[118]
- 30 سبتمبر – تشارلز فرانسيس ريشتر (مواليد 1900) عالم زلازل من الولايات المتحدة الأمريكية.[119]

### أكتوبر
- 2 أكتوبر – روك هدسون (مواليد 1925) ممثل أمريكي.[120]
- 4 أكتوبر – فريد فوستر (مواليد 1946) لاعب كرة سلة أمريكي.
- 8 أكتوبر – جون ويسلي سنايدر (مواليد 1895) رجل أعمال من الولايات المتحدة الأمريكية.[121]
- 10 أكتوبر – أورسن ويلز (مواليد 1915)[122]
- 15 أكتوبر – ماكس زاسلوفسكي (مواليد 1925)[123]
- 27 أكتوبر – وليام براملي (مواليد 1928) ممثل أمريكي.[124]
- 28 أكتوبر – وليام ماكفرسون ألين (مواليد 1900) رجل أعمال أمريكي.
- 29 أكتوبر – جون ديفيس لودج (مواليد 1903) سياسي أمريكي.[125]
- 30 أكتوبر – كيربي غرانت (مواليد 1911)[126]

### نوفمبر
- 8 نوفمبر – ماستين غريغوري (مواليد 1932)
- 19 نوفمبر – ستيبين فيتشيت (مواليد 1902)[127]
- 26 نوفمبر – فيفيان توماس (مواليد 1910)[128]

### ديسمبر
- 7 ديسمبر – بوتر ستيوارت (مواليد 1915) قاضي أمريكي.[129]
- 8 ديسمبر – جوني ويلسون (مواليد 1893) ملاكم من الولايات المتحدة الأمريكية.[130]
- 12 ديسمبر – آن باكستر (مواليد 1923) ممثلة أمريكية.[131]
- 16 ديسمبر – بول كاستيلانو (مواليد 1915) مجرم من الولايات المتحدة الأمريكية.[132]
- 24 ديسمبر – روبرت تود لينكون (مواليد 1904)
- 26 ديسمبر – جي بول أوستن (مواليد 1915)[133]
- 26 ديسمبر – ديان فوسي (مواليد 1932) عالمة حيوانات.[134]